# Гандхарва (брак)

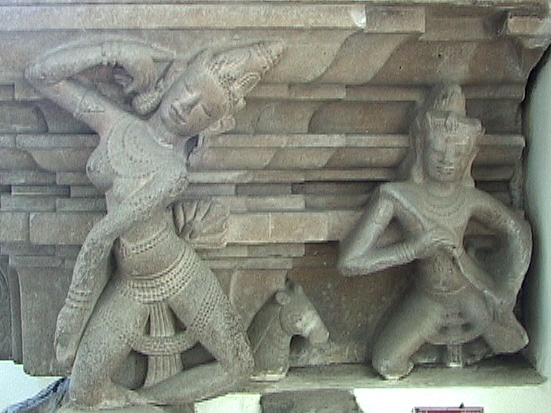
Гандхарва (справа) с апсарой, скульптура 10 века народности тямы, Вьетнам

Гандхарва (санскр. गन्धर्व विवाह) — историческая традиция бракосочетания у индийцев, основанная на взаимном влечении мужчины и женщины, проходящая без ритуалов, свидетелей и участия семьи. Знаменитый пример этой брачной традиции — брак индийского царя Душьянты и Шакунталы, описанный в древнеиндийском эпосе «Махабхарата» и в знаменитой драме Калидасы «Абхиджняна-Шакунтала». Название традиции происходит от слова Гандхарвы — класса полубогов в индуизме, которые являлись мужьями или возлюбленными апсар.
После перехода индийского общества от ведизма к индуизму (около 500 года до н. э.), в нём получили широкое распространение законы Ману — сборник предписаний благочестивому индийцу в исполнении им своего общественного, религиозного и морального долга, что привело к распространению кастовой системы, в том числе и в отношении брака. Законы Ману осуждали Гандхарву и подобные ей традиции, как «идущие со времён промискуитета», утверждая что подобные традиции приемлемы лишь для небольшой части общества. Лишь в 1817 брачная традиция Гандхарва была признана законной для некоторых социальных групп судом Бенгалии.